# Baarin Hữu
Hữu kỳ Baarin (tiếng Trung: 巴林右旗; bính âm: Bālín Yòu Qí, Hán Việt: Ba Lâm Hữu kỳ) là một hữu kỳ của địa cấp thị Xích Phong, khu tự trị Nội Mông Cổ, Trung Quốc. Kỳ nằm ở phía đông khu tự trị và cách trung tâm Xích Phong 143 kilômét (89 mi) về phía nam-đông nam. Phương ngữ Mông Cổ của khu vực kỳ được gọi là phương ngữ Baarin.

### Trấn
- Đại Bản (大板镇)
- Ba Ngạn Hổ Thạc (巴彦琥硕镇)
- Bảo Nhật Vật Tô (宝日勿苏镇)
- Ba Ngạn Hán (巴彦汉镇)

### Hương
- Triều Dương (朝阳乡)
- Dương Trường (羊场乡)

### Tô mộc
| - Sách Bác Nhật Dát (索博日嘎苏木) - Tra Can Mộc Luân(查干沐沦苏木) - Sa Ba Nhĩ Đài (沙巴尔台苏木) - Cương Căn (岗根苏木) - Hạnh Phúc Chi Lộ (幸福之路苏木) | - Ba Ngạn Tháp Lạp (巴彦塔拉苏木) - Tra Can Nặc Nhĩ (查干诺尔苏木) - Ích Hòa Nặc Nhĩ (益和诺尔苏木) - Hồ Nhật Cáp (胡日哈苏木) - Tây Lạp Mộc Luân (西拉沐沦苏木) |